# Julia Urbini
Julia Urbini (Buenos Aires, 29 de mayo de 1996) es una actriz argentinomexicana. 

## Biografía
Inició su carrera desde muy pequeña a la edad de 7 años haciendo varias telenovelas y películas en México, una de ellas es Mas que a nada en el mundo al lado de Elizabeth Cervantes y donde interpretó a 'Alicia' la hija de esta última. También es conocida por interpretar a 'Lola Alvarado' en la telenovela de Televisa, Caer en tentación siendo la hija de los personajes de Carlos Ferro y Adriana Louvier y finalmente por su más reciente participación estelar en Vencer el desamor por su papel de 'Dafne' al lado de Claudia Álvarez, Daniela Romo y Valentina Buzzurro.

## Filmografía

### Películas
| Año  | Título                     | Papel                 |
| ---- | -------------------------- | --------------------- |
| 2014 | Huérfanos                  | Josefa Ocampo (joven) |
| 2009 | Amar                       | Carla                 |
| 2008 | La espera                  |                       |
| 2006 | La mirada del adiós        |                       |
| 2006 | Mas que a nada en el mundo | Alicia                |

### Televisión
| Año       | Título                      | Papel                                                                 |
| --------- | --------------------------- | --------------------------------------------------------------------- |
| 2023      | Eternamente amándonos       | Andrea Garibay                                                        |
| 2022      | Mujeres asesinas            | Luisa (episodio "las golondrinas")                                    |
| 2022      | La Madrastra                | Celia Núñez                                                           |
| 2020-2021 | Vencer el desamor           | Dafne Falcón Miranda vda. de Ibarra                                   |
| 2020      | Dani Who?                   | Dani Márquez                                                          |
| 2018      | La piloto                   | Felicidad                                                             |
| 2017-2018 | Caer en tentación           | Dolores 'Lola' Alvarado Rivas                                         |
| 2016      | Vuelve temprano             | Florencia Urrutia Zavaleta                                            |
| 2015      | El Dandy                    | Emilia                                                                |
| 2013      | Las trampas del deseo       | Larissa Fuentes                                                       |
| 2012      | Último año                  | Camila Casanegra                                                      |
| 2011      | El sexo débil               | Tania Camacho                                                         |
| 2011      | Buenas raíces               | Alicia                                                                |
| 2010-2011 | Drenaje profundo            | Renata                                                                |
| 2009      | Lo que callamos las mujeres | 2 episodios: Natalia (Prisionera de mi cuerpo), Lucía (Yo me encargo) |
| 2008-2009 | Secretos del alma           | Claudia Victoria Lascuraín                                            |
| 2008      | Tengo todo excepto a ti     | Martha                                                                |
| 2007      | La niñera                   | Lorenza                                                               |
| 2006-2007 | Montecristo                 | Camila Lombardo                                                       |

## Premios y nominaciones

### Premios TVyNovelas 2018
| Categoría               | Telenovela        | Resultado |
| ----------------------- | ----------------- | --------- |
| Mejor actriz de reparto | Caer en tentación | Ganadora  |